# Fundacja Rozwoju Systemu Edukacji
Fundacja Rozwoju Systemu Edukacji (FRSE) – od 1993 r. zarządza europejskimi programami, projektami i inicjatywami, które umożliwiają poszerzanie wiedzy podstawowej lub specjalistycznej, zdobywanie nowych umiejętności i kompetencji na ścieżce edukacji formalnej, pozaformalnej i nieformalnych form uczenia się, pozwalają rozwijać zainteresowania i pasje poprzez działania podejmowane w innych krajach oraz w społecznościach lokalnych.
Pełni funkcję Narodowej Agencji Programu Erasmus+ (od 2014 r.) i Europejskiego Korpusu Solidarności (od 2018 r.). Na arenie międzynarodowej reprezentuje Polskę, a w kraju organizuje nabory i nadzoruje finansowanie projektów. Łączny budżet przeznaczony na inicjatywy z obu tych przedsięwzięć w latach 2021–2027 przekroczy 29 miliardów euro w skali całej Europy. FRSE realizuje również część planu rozwojowego KPO (BCU i LLL), projekty w ramach Funduszy Europejskich dla Rozwoju Społecznego (FERS, czyli następca Programu Operacyjnego Wiedza Edukacja Rozwój – PO WER 2014–2020) oraz programu Edukacja, finansowanego ze środków Europejskiego Obszaru Gospodarczego. 
Równolegle FRSE koordynuje sieci i inicjatywy informacyjne skierowane do zróżnicowanych grup odbiorców. Wśród najbardziej popularnych są: stworzona dla nauczycieli platforma eTwinning, skierowane do młodzieży Eurodesk Polska i Europejski Portal Młodzieżowy oraz EPALE – Elektroniczna platforma na rzecz uczenia się dorosłych w Europie.
FRSE rozwija także nowoczesne narzędzia służące do profesjonalnego prezentowania umiejętności na rynku pracy w ramach inicjatywy Europass oraz systemu akumulacji i przenoszenia zdobytych osiągnięć w kształceniu i szkoleniach zawodowych (w FRSE działają Krajowe Centrum Europass, Krajowe Centrum Euroguidance oraz Krajowy Zespół Ekspertów ds. Kształcenia i Szkolenia Zawodowego – EVET). Od kilkudziesięciu lat buduje bazę wiedzy o europejskich systemach edukacji w ramach sieci Eurydice, współtworzy także platformę Youth Wiki poświęconą politykom młodzieżowym państw Unii Europejskiej.
FRSE wspiera współpracę z krajami Wschodu poprzez Polsko‑Litewski Fundusz Wymiany Młodzieży oraz Centrum Współpracy z Krajami Europy Wschodniej i Kaukazu (SALTO), a od 2016 r. także w ramach Polsko-Ukraińskiej Rady Wymiany Młodzieży. Ponadto organizuje wiele cyklicznych wydarzeń o charakterze edukacyjnym, w tym m.in. Ogólnopolski Dzień Informacyjny dla obecnych i przyszłych beneficjentów, który co roku przyciąga ponad tysiąc uczestników. FRSE ma także duże doświadczenie w koordynowaniu obchodów Europejskiego Tygodnia Młodzieży oraz współorganizowaniu wydarzeń odbywających się w ramach Europejskiego Dnia Języków, Parady Schumana czy Europejskiego Tygodnia Umiejętności Zawodowych.
Od kilkunastu lat FRSE organizuje konkursy, których celem jest promowanie rezultatów projektów i wspieranie talentów: EDUinspiracje, European Language Label oraz Selfie+. W 2017 r. FRSE przystąpiła do inicjatywy WorldSkills, w ramach której wyłania i przygotowuje polską reprezentację na międzynarodowe zawody uczniów szkół technicznych i zawodowych.
W przeszłości FRSE pełniła także funkcję narodowej agencji lub krajowego punktu kontaktowego programów UE:
- Lifelong Learning Programme, w którego skład wchodziły programy:
  - Comenius,
  - Leonardo da Vinci,
  - Erasmus,
  - Grundtvig,
- Program Młodzież w Działaniu,
- Socrates-Erasmus,
- oraz Tempus.

## Zarząd Fundacji
Źródło:.
- Mirosław Marczewski - dyrektor generalny
- Tomasz Krześniak - zastępca dyrektora generalnego
- dr Sławomir Drelich - członek zarządu
- Alina Prochasek - członkini zarządu

## Rada Fundacji
Źródło:.
- Robert Bartold - przewodniczący Rady Fundacji Rozwoju Systemu Edukacji
- prof. dr hab. Andrzej Szeptycki - zastępca przewodniczącego Rady
- Urszula Augustyn - członkini Rady
- Tomasz Bratek - członek Rady
- Kinga Gajewska - członkini Rady
- Marek Kuciński - członek Rady
- dr Jakub Kwaśny - członek Rady
- Dorota Łoboda - członkini Rady
- Magdalena Maciejewska - członkini Rady
- Ewa Masny-Askanas - członkini Rady
- Jakub Rutnicki - członek Rady
- dr Ben Sassi - członek Rady
- Claudia Torres-Bartyzel - członkini Rady
- dr Karolina Zioło-Pużuk - członkini Rady